# Запис Тодоровића храст (Брачин)
Запис Тодоровића храст (Брачин) се налази на парцели чији је власник Тодоровић Милија.

## Локација
| Општина             | Ражањ                                                                       |
| Катастарска општина | Брачин                                                                      |
| Потес               | Поље                                                                        |
| Координате          | 43° 45′ 14″ С; 21° 30′ 59″ И / 43.753900000000002° С; 21.516500000000001° И |
| Надморска висина    | 177m                                                                        |

## Карактеристике
Дендрометријске вредности утврђене на терену и сателитским снимцима:
| Стабло                     | Јасен |
| Висина стабла              | m     |
| Обим дебла                 | m     |
| Пречник крошње             | 14m   |
| Пречник дебла              | m     |
| Висина дебла до прве гране | m     |

## База записа
Запис је у оквиру Викимедија пројекта "Запис - Свето дрво" заведен под редним бројем 1047.